# Roberto Bisconti
Pour les articles homonymes, voir Bisconti.
Roberto Bisconti est un footballeur international belge né le 21 juillet 1973 à Montegnée. 
Il était le quatrième mousquetaire, avec ses copains Régis Genaux, Michaël Goossens et Philippe Léonard.

## Carrière
- 1991-1995 : Standard de Liège ( Belgique)
- 1995-1996 : RFC Sérésien ( Belgique)
- 1996-1997 : Standard de Liège ( Belgique)
- 1997-1998 : AC Monza ( Italie)
- 1998-2000 : Standard de Liège ( Belgique)
- 2000-2001 : Sporting de Charleroi ( Belgique)
- 2001-déc 2002 : Aberdeen FC ( Écosse)
- jan 2003-2003 : Rapid Bucarest ( Roumanie)
- 2003-2004 : Standard de Liège ( Belgique)
- 2004-2006 : OGC Nice ( France)
- 2006-2007 : EA Guingamp ( France)
- 2008-2008 : Panthrakikos FC ( Grèce)
- 2009 : RCS Visé ( Belgique)
- 2010 : RFC Sérésien ( Belgique)
- 2011 : RSC Tilffois ( Belgique)

## Palmarès
2017 Champion en 4eme provinciale avec RSC Tilff
- Vainqueur de la Coupe de Belgique en 1993 avec le Standard de Liège